# Буланов, Николай Павлович
Николай Павлович Буланов (род. 12 декабря 1937) — советский хоккеист, нападающий.

## Биография
Житель блокадного Ленинграда. Отец, возможно, погиб в блокаду.
Выступал за ленинградские команды ЛИИЖТ (1956/57 — 1961/62), «Спартак» (1962/63 — 1964/65), «Динамо» (1965/66 — 1967/68). В сезонах 1968/69 — 1973/74 играл за «Заполярник» Норильск.
Чемпион РСФСР 1958.
Обладатель «Кубка Бухареста» — 1961